# World Savings and Retail Banking Institute

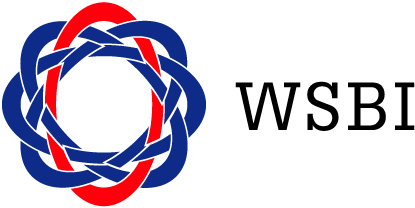
Logo des WSBI

Das World Savings and Retail Banking Institute (WSBI) ist ein internationaler Verband mit Sitz in Brüssel, der Sparkassen und Retailbanken in Afrika, Asien, Nord- und Südamerika sowie Europa vertritt.

## Geschichte
Das World Savings and Retail Banking Institute wurde 1924 anlässlich des ersten Internationalen Sparkassenkongresses in Mailand, Italien, unter dem Namen International Savings Banks Institute gegründet. Zweck des Kongresses war es, die breite Öffentlichkeit für die Bedeutung des Sparens zu sensibilisieren. In seinen Beschlüssen erklärte der Kongress außerdem, dass die Schaffung eines permanenten Internationalen Sparkasseninstituts „vorteilhaft und unerlässlich für das bessere gegenseitige Kennenlernen aller Sparkassen sowie für die verstärkte Entwicklung und Koordinierung ihrer Aktivitäten“ sei.
Das Institut wurde 1994 aufgelöst und am 9. Juni desselben Jahres durch das World Savings Banks Institute (WSBI) ersetzt. 2014 erfolgte die Umbenennung in World Savings and Retail Banking Institute. 

## Mission und Aufgaben
Das WSBI ist eine internationale Non-Profit-Vereinigung nach belgischem Recht (AISBL – Association internationale sans but lucratif), die sich für den Transfer von Finanzwissen und Finanzinklusion starkmacht. Das WSBI hat sich mit der Weltbank zusammengeschlossen, um die Ziele eines universellen Finanzzugangs zu erreichen, und in mehreren Schwellenländern Projekte zur Förderung der Finanzinklusion entwickelt. 

## Organisation
Das WSBI ist eine mitgliedsorientierte Organisation. Die Mitgliederversammlung, das Präsidentenkomitee und der Vorstand sind die satzungsmäßigen Organe, die mindestens einmal im Jahr zusammentreten und die Mitglieder vertreten. Ein geschäftsführender Direktor leitet das Tagesgeschäft. 

## Standort
Das WSBI hat seinen Sitz in Brüssel, im Herzen des Europaviertels der Stadt. Das Büro ist gleichzeitig Sitz der Schwesterorganisation, der European Savings and Retail Banking Group (ESBG).